# آبي ترافيس
آبي ترافيس (بالإنجليزية: Abby Travis)‏ هي موسيقية أمريكية، ولدت في 10 نوفمبر 1969 في لوس أنجلوس في الولايات المتحدة.

## وصلات خارجية
- الموقع الرسمي
- آبي ترافيس على موقع ميوزك برينز (الإنجليزية)
- آبي ترافيس على موقع أول ميوزيك (الإنجليزية)
- آبي ترافيس على موقع ديسكوغز (الإنجليزية)